# Ksenija Knežević

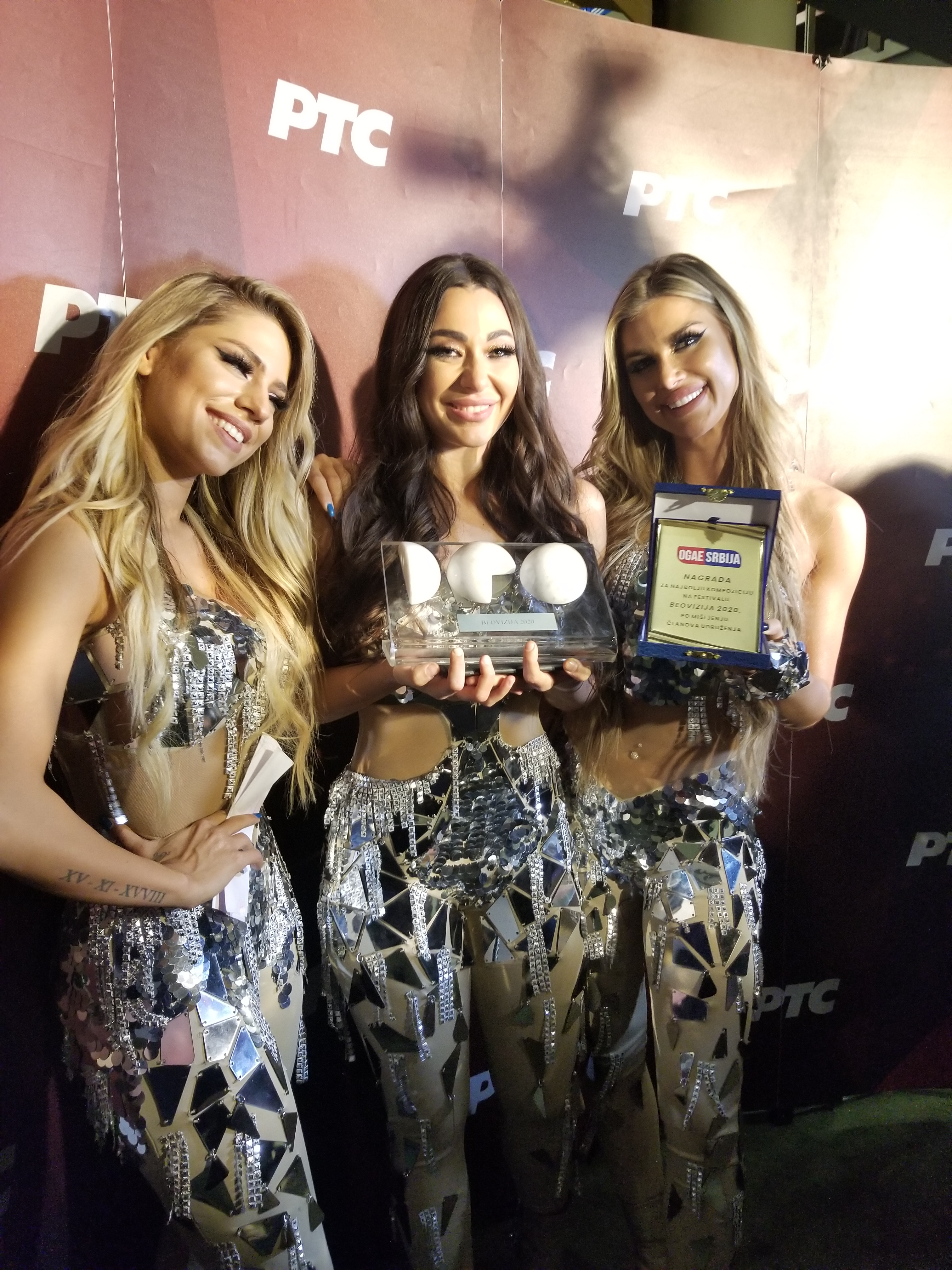
Ksenija Knežević (links), zusammen mit ihren Bandkolleginnen Sanja Vučić (Mitte) und Ivana Nikolić (rechts) mit der Trophäe der Beovizija 2020

Ksenija Knežević (serbisch-kyrillisch Ксенија Кнежевић; * 24. Januar 1996 in Belgrad) ist eine serbische Sängerin. Sie war bis 2022 Mitglied der im Jahre 2017 gegründeten serbischen Gruppe Hurricane, mit der sie ihr Land 2021 beim Eurovision Song Contest in Rotterdam vertrat.

## Leben
Ksenija Knežević ist die Tochter des montenegrinischen Sängers Knez und seiner Ex-Frau Ninoslava Knežević. Ksenija hat darüber hinaus noch eine Schwester namens Andrea.
Knežević besuchte in ihrer Jugend die Musikschule Vojislav Vuckovic, wo sie Klavier studierte. Mit Stand vom November 2020 ist sie eine Studentin an der privaten Hochschule Universität Singidunum in Belgrad. Dort studiert sie Digitales Management.

## Karriere
Knežević hat bereits an vielen Festivals teilgenommen, wie beispielsweise dem Nis Meeting in Niš, dem Pop Rock Kids Festival und dem Charolija Festival. 2013 nahm sie mit der Gruppe „Sky’s“ am Festival „Beosong“ teil, der den serbischen Vertreter für den Eurovision Song Contest 2013 bestimmte. Mit ihrem Lied „Magija“ erreichte die Gruppe Platz 5. 
Seit 2015 tritt sie als Hintergrundsängerin für bekannte serbische Interpreten in Erscheinung, wie beispielsweise Željko Joksimović, Dado Topić und SevdahBaby. Beim Eurovision Song Contest 2015 in Wien unterstützte sie ihren Vater Knez als Hintergrundsängerin für Montenegro, das Geburtsland ihres Vaters. Sie belegten nach erfolgreicher Halbfinalqualifikation Platz 13 im Finale, das bis heute beste montenegrinische Resultat im Wettbewerb.
2017 wurde Knežević dann der breiteren Öffentlichkeit bekannt, da sie zusammen mit Sanja Vučić und Ivana Nikolić Teil der von Zoran Milinković gründeten Girlgroup Hurricane wurde. Seither konnte die Band einige erfolgreiche Lieder veröffentlichen. Zudem gewann die Band die Beovizija 2020, womit Hurricane Serbien beim Eurovision Song Contest 2020 in Rotterdam hätten vertreten sollen. Da der Wettbewerb 2020 wegen der COVID-19-Pandemie abgesagt wurde, entschied RTS, die serbische Rundfunkanstalt, im November 2020, dass die Gruppe Serbien 2021 vertreten werde.